# 東京ワンダーホテル
『東京ワンダーホテル』は、2004年4月、7月、11月、12月に日本テレビ（間）で放送されたテレビドラマである。全4話の物語を季節ごとに1話ずつ放送。フィクションとノンフィクションとが入り混じるユニークなスタイルのドラマ。ドラマの中で企画されたホテルは、実際に「渋谷グランベルホテル」として完成。

## ストーリー
- 「東京の真ん中に、小さくてもいいから文化の生まれるホテルを造ろう」と考えた若者たちの姿を描いた物語の中で、実際に東京で活躍する著名人が実名で登場。また、ドラマが終了するまでに実際に東京にホテルが完成するという企画もあった。しかし、諸事情によりホテルは完成しなかった（建設はドラマ終了後も続けられた）が、2006年7月7日 渋谷グランベルホテルとして開業。

## 概要
- ドラマ中、物語の流れを阻害することなく、ストーリーに沿う形でCMが挿入される（ただし法律により「ここからCM」という告知をしなければならなかった。）「インフォマーシャル」と呼ばれる新形態が取り入れられたのも、他のドラマと一線を画す点の一つである。
- 番組の「コンテンツパートナー」として日産自動車が参加し、放送当時、日本国内では発売されなかったムラーノ （北米向け左ハンドル仕様） が登場した。
- こうしたスタイルは、2005年から放送された東京ワンダーシリーズ第2弾である「東京ワンダーツアーズ」にも受け継がれている。
- インフォマーシャル形態だったためか、日本テレビ以外の系列局には放送権がなく、ネット希望を寄せられても応える事が出来なかったという。福島中央テレビ・FCT広場。2004年6月1日
- 2006年3月24日にDVDが発売された。インフォマーシャルによるCMも、放送当時のまま収録されている。ただし、劇中曲についてはドラマ放映時はデイヴィッド・フォスターの曲が多く使われたが、DVDでは「東京ワンダーホテル＆ツアーズ・オリジナル・サウンドトラック」に収録された曲に差し替えられている。

## キャスト
- 橘健太郎：ユースケ・サンタマリア
- 花岡ツバキ：上原多香子
- 山崎信吾：松重豊
- 村野ハシル：金子貴俊
- 花岡銀河：峰岸徹
- 白洲信治郎：藤村俊二※「東京ワンダーツアーズ」にも同一人物役で出演。
- 橘竹之助：石橋蓮司
- 多賀夏彦：金子昇
- CMの男：小浦一優